# Alegría (Flamenco)
Die Alegría ist ein Palo des Flamenco, das heißt eine seiner musikalischen und tänzerischen Ausprägungen. Juan Vergillos nennt sie heiter, optimistisch, graziös, humorvoll, dynamisch und verschmitzt.

## Geschichte
Die Alegría stammt vermutlich aus Cádiz. Als ihre Vorgänger gelten die populären Jotillas gaditanas, die ihrerseits auf die Jota aragonesa zurückzuführen seien, die im Laufe des spanischen Unabhängigkeitskrieges nach Cádiz gelangte. Einige traditionelle Liedtexte der Alegrías beziehen sich auf diesen Krieg. Auch die Bezeichnung Juguetillo taucht im Kontext der Alegrías gelegentlich auf. So schrieb Demófilo, der erste Sammler von Flamencoversen in seiner Colección de Cantes Flamencos:

«(…) ese infinito número de composiciones, puramente andaluzas, conocidas con el nombre de juguetillos o alegrías.»

„(…) diese unendliche Zahl von Kompositionen, rein andalusisch, unter den Namen Juguetillos oder Alegrías bekannt.“

In der Zeit der Cafés cantantes im letzten Drittel des 19. Jahrhunderts übernahmen die Jotillas rhythmische Charakteristiken der Soleá. Der älteste Nachweis für den Begriff Alegrías ist für das Jahr 1866 bekannt. Er bezieht sich auf einen Sänger namens Francisco Hidalgo, auch Paco el Gandul oder Paco Botas genannt. Ebenfalls in den 1860er Jahren führten Flamenco-Sänger wie El Quiqui Gesänge auf, die als Cantes alegres tituliert wurden.
Die Adaption der alten Volkstänze an den Flamenco wird dem Sänger Enrique Butrón aus Cádiz zugeschrieben. Vermutlich dienten die Alegrías zunächst stets als Begleitung zum Tanz. Der Sänger Enrique el Mellizo soll sie als Erster als Cante por escuchar, als Gesang zum Zuhören interpretiert haben.
Bekannte Interpreten, die die Alegrías im Verlauf seiner Geschichte aufgriffen und weiterentwickelten, waren unter anderen:
- Im Tanz La Mejorana, Gabriela Ortega, La Jeroma und La Macarrona.
- Im Gesang Tío José el Granaíno, Fosforito, Manolo Caracol, Bernardo el de los Lobitos, Naranjito de Triana, Perla de Cádiz, Chano Lobato und Camarón de la Isla.
- Im Gitarrenspiel Niño Ricardo, Sabicas, Manolo Sanlúcar und Paco de Lucía.

## Musikalische Charakteristik
Die Alegría gehört in den traditionellen Kategorisierungssystemen der Flamenco-Palos zur Gruppe der Cantiñas. Die Tonalität ist überwiegend Dur.
Wie bei der Caña, den Bulerías und Soleáres wird der 3., 6., 8., 10. und 12. Schlag eines 12er-Metrums betont (akzentuiert). Dem heiteren Charakter entsprechend, ist der Rhythmus allerdings leichter und anmutiger, als bei der ernsthafteren Soleá. Im Tempo und in der gesanglichen Ausarbeitung kann man die Alegrías zunächst in zwei Kategorien einteilen: Die klassische Form, die auf Enrique el Mellizo zurückgeht, und insbesondere von Aurelio Sellés überliefert wurde, ist im Tempo ruhiger, mit prägnanten und stimmlich elaborierten Gesangszeilen. Vertreter der lebhafteren Form mit aneinander gereihten kurzen Phrasen, war beispielsweise Manolo Vargas. Weitere Differenzierungsmöglichkeiten ergeben sich durch regionale Varianten, wie die Alegrías de Córdoba mit ihrem charakteristischen Wechsel zwischen Strophen in Dur und Moll.

## Liedinhalte
Die Alegría wird meist mit einem sogenannten Farfullo, traditionell mit den gesungenen Silben „tirititrán, trán, trán“ eingeleitet. Die Gesangsstrophen bestehen überwiegend aus Vierzeilern, angereichert durch Variationen und kurze Refrains. Die Themen sind meist heiter.
Eine populäre Alegría ist das folgende Loblied auf die Stadt Cádiz:
A Cai no le llaman Cai,

que le llaman relicario,

porque por patrona tiene

a la Virgen del Rosario.

Y a la mar que te vayas

querido Pepe

por muy lejos que vayas

me voy por verte.

Como reluce mi Cai

mira qué bonito está

sobre un cachito de tierra

que le ha robaíto al mar.

Cuando se entra en Cai

por la bahía

se entra en el paraíso

de la alegría.
In Cádiz nennt man sie nicht Cádiz,

man nennt sie einen Reliquienschrein,

denn als Patronin hat sie

die Jungfrau vom Rosenkranz.

Und wenn du zum Meer gehst

lieber Pepe

egal wie weit du gehst,

werde ich dich sehen.

Wie mein Cádiz glänzt.

Schau, wie schön sie ist,

auf einem Fleckchen Erde,

das sie dem Meer stahl.

Kommt man nach Cádiz

an die Bucht,

so betritt man das Paradies

der Freude.

## Tanz
Die Alegrías sind eine der ältesten Tanzformen des Flamenco. Ende des 19. Jahrhunderts waren sie der festliche Tanz schlechthin, bis sie im 20. Jahrhundert vom Tango flamenco und der Bulería etwas in den Hintergrund gedrängt wurden.
Die Alegrías werden von beiden Geschlechtern getanzt, waren jedoch traditionell eher ein weiblicher Tanzgenre. Sie gelten als technisch anspruchsvoll, erfordert harmonische Führung der Arme, fließende Bewegungen, weiche Fußtechniken, vor allem durch Einsatz der Fußspitzen und vielfältige Tanzfiguren. In der Epoche der Cafés cantantes war es zudem üblich, dass die Tänzerinnen auch sangen, was die anspruchsvolle Darbietung noch schwieriger machte.